# Eugène Ebodé

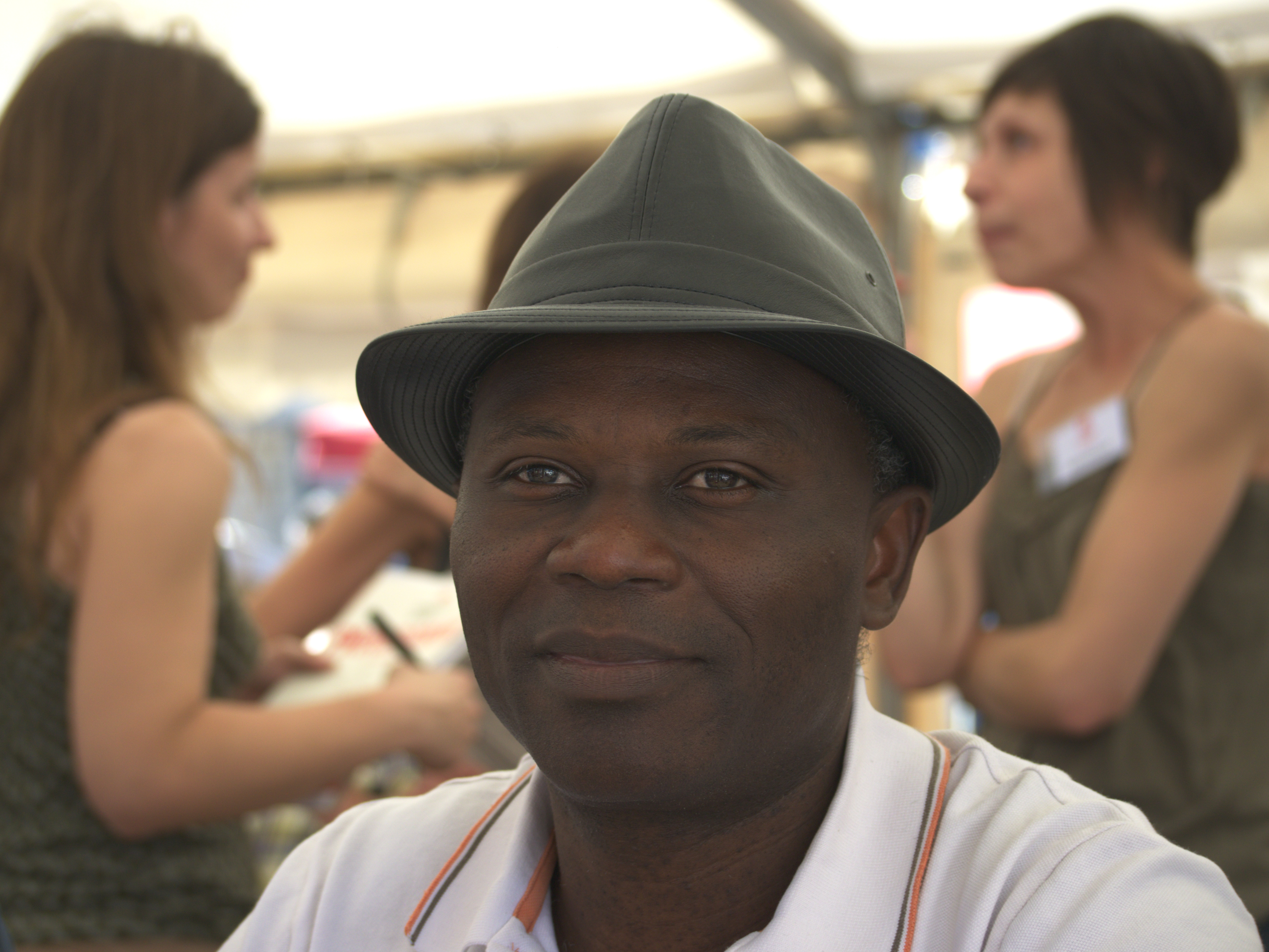
Eugène Ebodé.

Eugen Ebodé, född 1962 i Douala i Kamerun, är en fransk-kamerunsk författare.
1982 flyttade han till Frankrike. Rabulistiska, kärleksfulla och galna skrönor om kvinnor, fotboll och föräldrarna i Kamerun kännetecknar den självbiografiskt baserade trilogin: La transmission (éd. Gallimard, 2002), La divine colère (éd. Gallimard, 2004), Silikani (éd. Gallimard, 2006). I Brûlant était le regard de Picasso (Gallimard 2021) skildrar författaren svensken Gösta Hammar (1911-1978, son till Josef Hammar) och hans dotter med Monique Yayah från Kamerun, Madeleine Petrasch. Perpignan .